# The Bridge - Il ponte dei suicidi
The Bridge - Il ponte dei suicidi è un film documentario del 2006 diretto da Eric Steel, incentrato sul tema dei suicidi dal Golden Gate Bridge.
È stato presentato al Tribeca Film Festival e nella sezione EXTRA della Festa del Cinema di Roma 2006.

## Trama
Il film è il risultato di alcune riprese amatoriali effettuate tra il gennaio e il dicembre del 2004, nelle quali sono stati registrati 24 suicidi avvenuti a San Francisco e precisamente dal Golden Gate Bridge, famoso ponte rappresentativo di questa città. Oltre ai filmati amatoriali, sono state disposte per tutta la lunghezza del ponte e in altre zone adiacenti, decine di telecamere che riprendevano giorno e notte l'intera struttura. Nell'arco di un anno sono stati registrati un notevole numero di suicidi che sono stati quindi ripresi da diverse angolazioni. Alcuni di questi sono stati raccontati e mostrati nel corso della pellicola.
Il regista Eric Steel, ha documentato 23 dei 24 suicidi, raccontando tramite la voce dei parenti delle vittime, le motivazioni delle loro decisioni di togliersi la vita e, soprattutto, il motivo della scelta del ponte come luogo per farlo.
Dalla sua inaugurazione avvenuta nel 1937, dal ponte di San Francisco si sono verificati circa 1.200 suicidi e per questo è considerato uno dei posti con il più alto primato di suicidi negli Stati Uniti, con una media di uno ogni due settimane. La facilità del salto è consentita dal fatto che non vi è una ringhiera di protezione abbastanza alta per fare da deterrente e questo problema è fonte di dibattito da anni. Eric Steel ha deciso di realizzare questo film-documentario per portare il problema della barriera di protezione all'attenzione dell'opinione pubblica.

## Caso mediatico

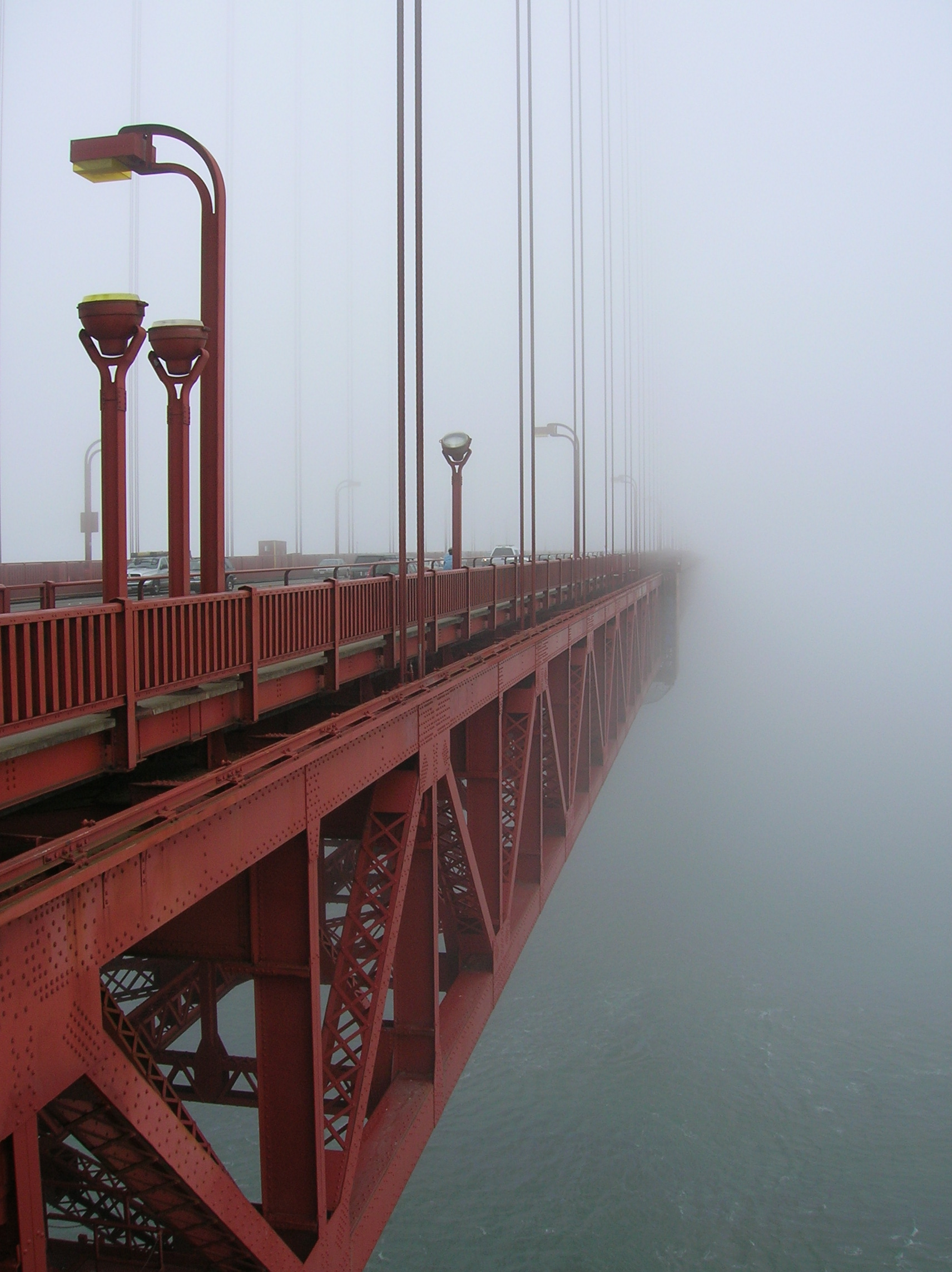
Particolare del Golden Gate Bridge - L'altezza della ringhiera consente facilmente di scavalcarla. "La ringhiera è così bassa che potrebbe essere scavalcata da un bambino di 7 anni."-Eric Steel

La scelta del regista di utilizzare le riprese di veri suicidi ha scatenato nell'opinione pubblica un vespaio di proteste. Alcune testate giornalistiche hanno definito il film orribile, voyeristico, immorale e addirittura snuff.
Riguardo a queste affermazioni, Steel ha dichiarato:
L'altro problema sollevato dall'opinione pubblica è il fatto della paura dell'emulazione della gente alla vista di questa pellicola, cosa che in effetti è avvenuta. Celia Kupersmith amministratore delegato e manager generale del Golden Gate Bridge Highway and Transportation District, ha dichiarato che da quando è stato realizzato il film c'è stato un incremento significativo nei tentativi di salti dal ponte.
La Kupersmith non ha attribuito però la colpa dell'aumento del fenomeno alla pellicola ma, secondo lei, alla copertura stampa che ne è derivata.
Il regista si è giustificato da queste accuse appurando il fatto che la maggior parte dei suicidi sono stati effettuati da persone che avevano alle spalle una storia di lunghe e dolorose malattie mentali e la maggior parte di loro era affetta da problemi psicologici. Inoltre, non ha informato i parenti delle vittime che i loro cari erano stati ripresi durante il loro atto. Dopo la realizzazione del film, Steel ha mostrato loro le immagini e tutti sono stati lieti di aver partecipato a modo loro al film.
Durante le riprese, sia Steel che i membri del suo staff, ogni volta che assistevano ad un probabile salto dal ponte, chiamavano immediatamente le autorità competenti per poter prestare aiuto o quantomeno i primi soccorsi alla vittima in questione. I loro tempestivi interventi hanno salvato la vita a 6 persone nel corso della lavorazione.

## Titoli di coda
Il film è dedicato alle vittime dei suicidi avvenuti durante l'arco delle riprese che vengono elencati alla fine della pellicola.

## Curiosità
- Il film è costato circa 35.000 dollari.
- Durante la costruzione del Golden Gate Bridge morirono 12 uomini. Dal 1937, data in cui fu completata la costruzione, si sono suicidati gettandosi dal ponte almeno 1300 persone. Solo 26 si sono salvate dal volo di 67 metri. Una di queste persone viene intervistata nel documentario.

## Riconoscimenti
- 2006 - Tribeca Film Festival
  - Nomination per il miglior documentario a Eric Steel
- 2006 - Chicago International Film Festival
  - Nomination al Gold Hugo per il miglior documentario a Eric Steel